# ランメルモールのルチア
『ランメルモールのルチア』（伊：Lucia di Lammermoor）は、ガエターノ・ドニゼッティが1835年に作曲したイタリア語オペラ。同年9月26日にナポリのサン・カルロ劇場で初演された。台本はサルヴァトーレ・カンマラーノによる。政略結婚によって引き裂かれた恋人たちの悲劇を描く。正気を失ったヒロインが延々と歌い続ける「狂乱の場」で有名である。

## 原作
この作品の原作は、スコットランドの作家ウォルター・スコットの小説『ラマムアの花嫁』（英：The bride of Lammermoor、1825年）である。意に染まぬ婚約を強いられた花嫁が花婿を刺した事件を小説化したもの。この事件は1669年にスコットランドで実際に起きたもので、スコットは舞台を18世紀はじめに移し、恋人たちの名前をルーシーとエドガーとした。
スコットの諸作品はヨーロッパで広く読まれており、ロッシーニの『湖上の美人』やビゼーの『美しきパースの娘』など、さまざまなオペラの原作となった。ドニゼッティ自身も1829年にスコットの小説を原作としたElisabetta al castello di Kenilworthを作曲している。
ドニゼッティは1835年に『ラマムアの花嫁』を原作として本作を書き上げ、7月6日に完成させた。9月26日からの上演は大成功を収めた。

## 登場人物
1. ルチア Miss Lucia：ソプラノ - 2の恋人、3の妹、4と婚約させられる
2. エドガルド Sir Edgardo di Ravenswood：テノール - 1の恋人、3の仇敵
3. アシュトン卿エンリーコ Lord Enrico Ashton：バリトン - 1の兄、2の仇敵
4. アルトゥーロ Lord Arturo Bucklaw：テノール - 1の婚約者
5. ライモンド Raimondo Bidebent：バス - 1の教育係
6. アリーサ Alisa：メゾ・ソプラノ - 1の友
7. ノルマンノ Normanno：テノール - 3の部下

## 楽器編成
フルート2、オッタヴィーノ（ピッコロ）、オーボエ2、クラリネット2、ファゴット2、ホルン4、トランペット2、トロンボーン2、ティンパニ、トライアングル、シンバル、大太鼓、鐘、ハープ、バンダ、弦5部
なお、オリジナルではアルモニカが使われ、ルチアの「狂乱のアリア」で用いられていたが、作曲家自身が後にその指定を削除してしまったため、現在この部分はフルートで代用される。近年では、アルモニカを用いた本来の演奏も行われるようになっている。

## 演奏時間
約2時間20分（カット無し）、各幕約45分、40分、55分。
なお「狂乱のアリア」の最後のフルートのかけ合いは原典にはなく、後世の指揮者による創作であるので除く。

## フランス語版
1838年、ドニゼッティはオペラ『ポリウト』の上演を当局に禁じられ、新作発表の機会を求めてパリに移住した。1839年、ルネサンス劇場のために本作の改訂版であるフランス語版Lucie de Lammermoorが作曲され、8月6日に初演された。なお、ルネサンス劇場は劇場名ではなく、ヴァンダトール座という劇場で活動していた興行団体を指す。
台本はアルフォンス・ロワイエとギュスタヴ・ヴァエズによるもので、物語の真実味を増すために歌詞や曲は大幅に改編された。登場人物にも手が加えられ、アリーサとノルマンノは削除され、ライモンドの出番は減らされた。代わりにジルベールという人物が加えられた。
1. ルチア → リュシー  Lucie Ashton
2. エドガルド → エドガール Edgard Ravenswood
3. アシュトン卿エンリーコ → アンリ・アシュトン Henri Ashton
4. アルトゥーロ → アルチュール Arthur
5. ライモンド → レーモン Raymond
6. ジルベール Gilbert

このフランス語版もかなりの成功を収めたとされるが、現在ではイタリア語版のほうがよく上演される。

## あらすじ
以下のあらすじは、イタリア語版による。

### 第1部「出発」全1幕
エンリーコの城内。ノルマンノが人々とともに、名誉のために忌まわしい秘密を暴くのだと歌う。エンリーコが現れ、一族を救うために妹のルチアを結婚させたいが、彼女が拒んでいると語る。ライモンドが彼女は母の死を悲しんでいるのだととりなすが、ノルマンノは彼女がある男と恋に落ち、密会を重ねていると告げる。人々が戻り、予想通りエドガルドを見つけたと報告する。エンリーコは激怒する。
泉のある庭園。ハープの調べに乗ってルチアが登場する。ルチアはアリーサに、昔ある男が恋人を刺して泉に沈めた、自分はその女の亡霊を見た、と語る。アリーサは不吉な恋はやめるようにと忠告するが、ルチアはエドガルドへの愛を歌い上げる。エドガルドが現れ、急にフランスに行くことになったと語る。2人は結婚を誓い、指輪を交換する。

### 第2部「結婚証明書」全2幕

#### 第1幕
エンリーコの居室。エンリーコはノルマンノと謀って、エドガルドの不実を証明する偽の手紙を用意する。アルトゥーロとの結婚を拒むルチアに、エンリーコは偽の手紙を見せる。動揺するルチアに向かってエンリーコは、一族を破滅から救うためにアルトゥーロと結婚するよう強要する。ライモンドが現れ、エドガルドからの手紙の返事がないので、あきらめて結婚するようルチアを説得する。
城内の大広間。結婚の祝宴にアルトゥーロが迎えられ、人々は彼をたたえる歌を歌う。ルチアは、結婚の誓約書に署名してしまう。そこにエドガルドが乱入し、有名な六重唱となる。エドガルドはルチアの署名を見て激怒し、ルチアから指輪をもぎとる。混乱のうちに幕となる。

#### 第2幕
エドガルドの城。嵐の音楽のあとにエンリーコが訪れ、一族の敵対関係を解決するために決闘を申し込む。二人は夜明け前に墓地で決闘すると約束する。
エンリーコの城。結婚の祝宴が続いている。ライモンドが現れて祝宴を止め、ルチアがアルトゥーロを刺し殺したことを告げる。血まみれになり、正気を失ったルチアが現れ、有名な「狂乱の場」となる。ルチアはエドガルドとの結婚の幻想を延々と歌い上げる。エンリーコが戻ってくるが、ルチアは天国でエドガルドと再会することを夢見て、倒れる。
墓地。エドガルドは、先祖の墓の前で絶望の歌を歌う。人々が現れ、ルチアが死に瀕していると伝える。死を告げる鐘が鳴り、ライモンドがルチアは死んだと伝えると、エドガルドは剣を自分の胸に刺して後を追う。

## 逸話
- ジョーン・サザーランドが1961年にニューヨークのメトロポリタン劇場に初出演し、狂乱の場を演じた際、12分間拍手が続いた[1]。